# Wintersechseck

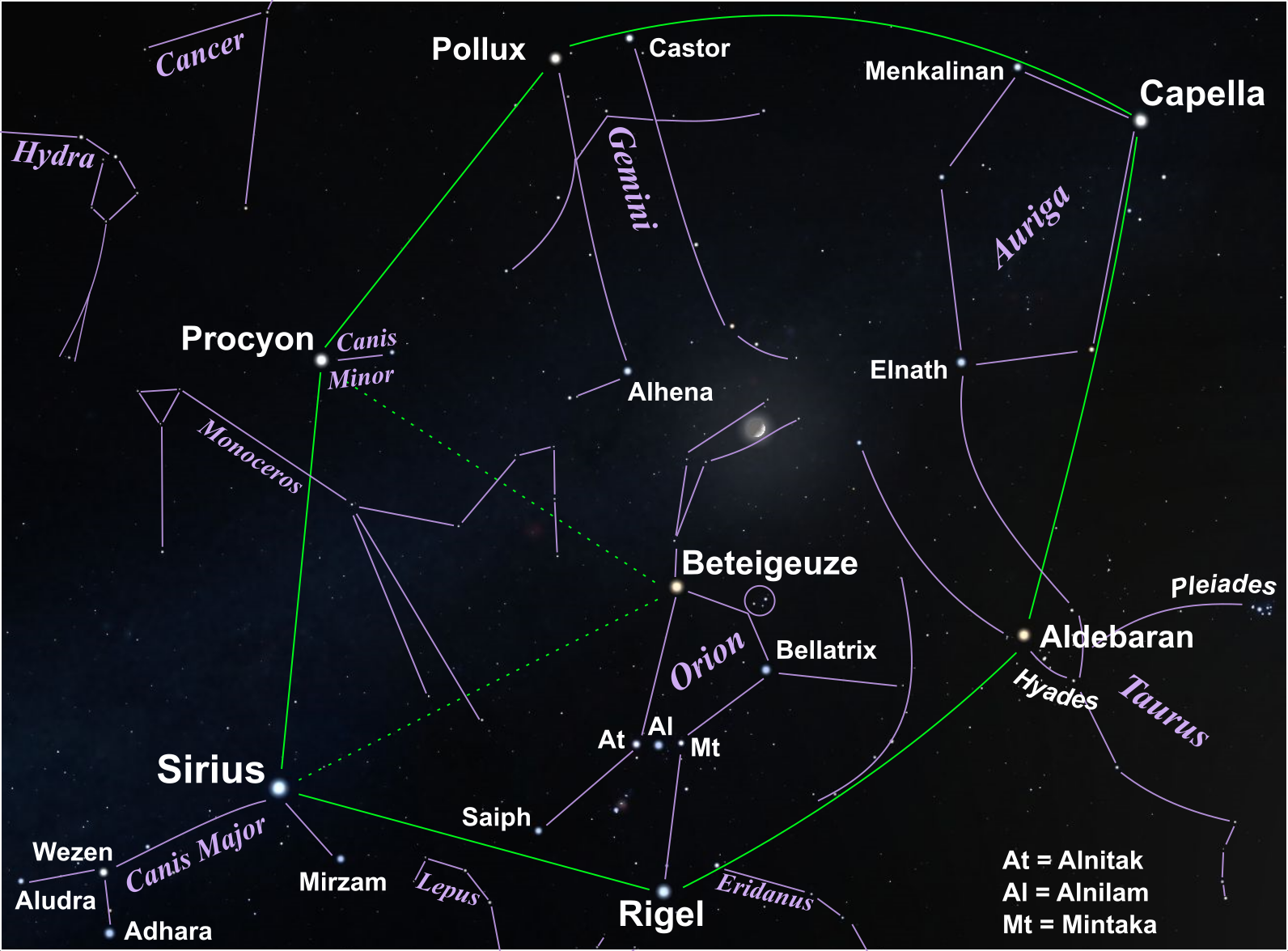
Wintersechs- und -dreieck (gestrichelt) mit allen beteiligten Sternbildern; der Mond ist zufällig im Inneren. Alle Sterne ab einer scheinbaren Helligkeit von 2 mag sind beschriftet.
Beachte: Das Bild zeigt die Stellung 2 Stunden nach der Kulmination; 2 Stunden vor ihr steht Sirius genau unter Beteigeuze, Prokyon viel tiefer als Aldebaran, und Capella hat fast den Zenit erreicht.

Das Wintersechseck ist eine markante Konstellation von hellen Sternen 1. Größe am südlichen Winterhimmel. Es ist kein Sternbild im Sinne der Internationalen Astronomischen Union (IAU), sondern ein Asterismus.
Es besteht aus folgenden Fixsternen (im Uhrzeigersinn):
- Capella im Fuhrmann
- Aldebaran im Stier
- Rigel im Orion
- Sirius im Großen Hund
- Prokyon im Kleinen Hund
- Pollux in den Zwillingen.

Der hellste Stern im Inneren des Sechsecks, Beteigeuze (linker Schulterstern des Orion), bildet mit Sirius und Prokyon ein etwa gleichseitiges Dreieck – das Winterdreieck.
Sirius ist mit einer Deklination von etwa −17° der am südlichsten gelegene Stern und Capella mit +46° derjenige, der dem Nordpolarstern am nächsten steht. Sirius und Rigel (−8°) sind beide Teil des südlichen Sternhimmels, die anderen Teil des Nordhimmels.
Von Mitteleuropa aus ist das Wintersechseck in den Monaten September (Morgenhimmel) bis April (Abendhimmel) zu sehen. Mitte Dezember steht es etwa um Mitternacht im Süden, Mitte Januar bereits gegen 22 Uhr MEZ. Es ist auch in großen, lichtverschmutzten Städten zu sehen, da es sich aus den hellsten Sternen dieses Himmelsabschnitts zusammensetzt.
Im Vergleich zu einem regelmäßigen Sechseck wirkt das Wintersechseck etwas „verbogen“, es ist jedoch etwa spiegelsymmetrisch in Bezug auf die Achse durch die beiden einander gegenüber liegenden hellsten Sterne Capella und Sirius. Bei diesen hellsten Sternen liegen auch die kleinsten Winkel des Sechsecks, sie entsprechen ungefähr 90 Grad.
Mit einem guten Feldstecher sind im Bereich des Sechsecks einige interessante Objekte zu beobachten: der Orionnebel unterhalb des Oriongürtels, die zwei hellen Sternhaufen Plejaden (Siebengestirn) und Hyaden (beide im Stier, jeder mindestens 100 Sterne, freiäugig 6–10) und zwei weitere Sternhaufen: M35 am Ende der Zwillinge und M41 bei Sirius. Ferner der Krebsnebel M1 (expandierende Gaswolke im Stier, Rest der Supernova von 1054) und der Planetarische Nebel NGC 2392 südlich von Pollux, sowie Dutzende heller Doppelsterne in unterschiedlichsten Farben.
Mit langbelichteter Astrofotografie sind in der Westhälfte des Sechsecks zahlreiche im Roten leuchtende Wasserstoffwolken festzustellen, vor allem im Bereich des Orion. Die meisten sind ausgedehnte Sternentstehungsgebiete, von denen der Orionnebel das größte ist.

## Galerie

Das Wintersechseck
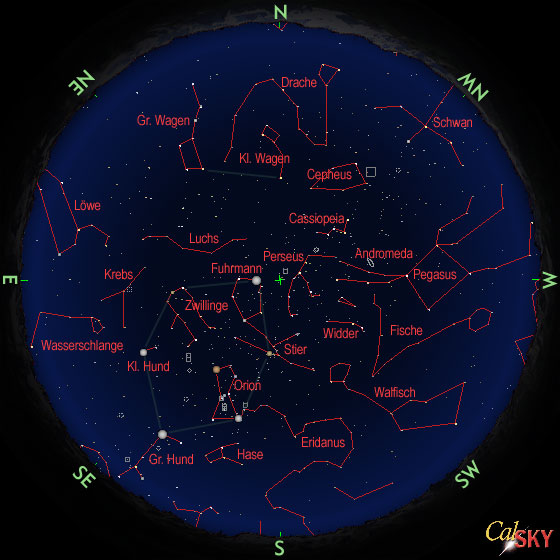
Das Wintersechseck im Süden des Winterhimmels (Ende Dezember 22 Uhr, Ende Januar 20 Uhr MEZ).
- Daumenkino (158 Bilder): Transit von Mars, Sonne, Merkur und Venus durch das Wintersechseck im Jahr 2017.
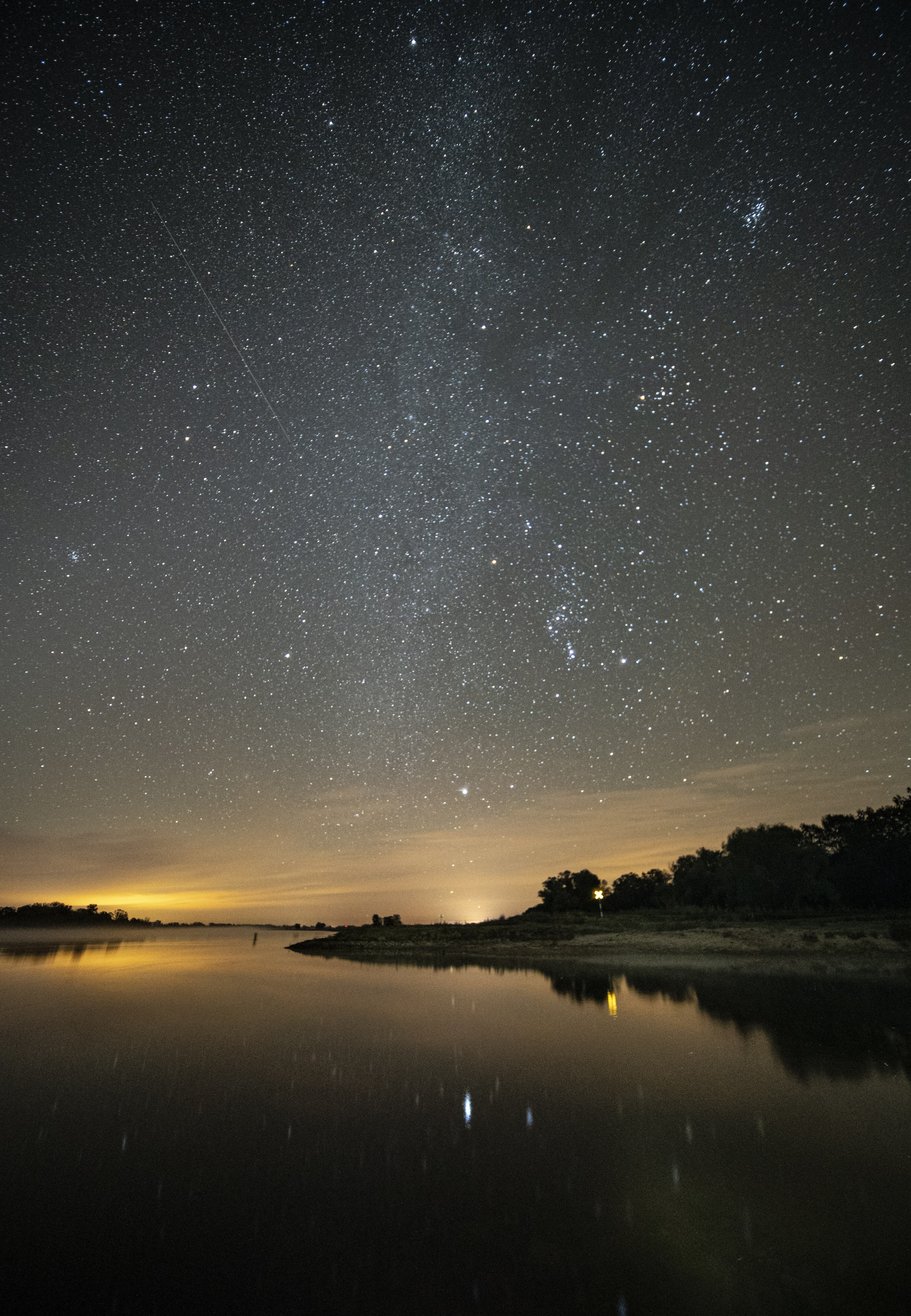
Das Wintersechseck wurde am 7. Oktober 2019 um 04:45 Uhr in Besandten/Brandenburg in Himmelsrichtung Ostsüdost aufgenommen. Capella (nahezu im Zenit) bildet die Spitze des Sechsecks. Im Wasser spiegelt sich Sirius.
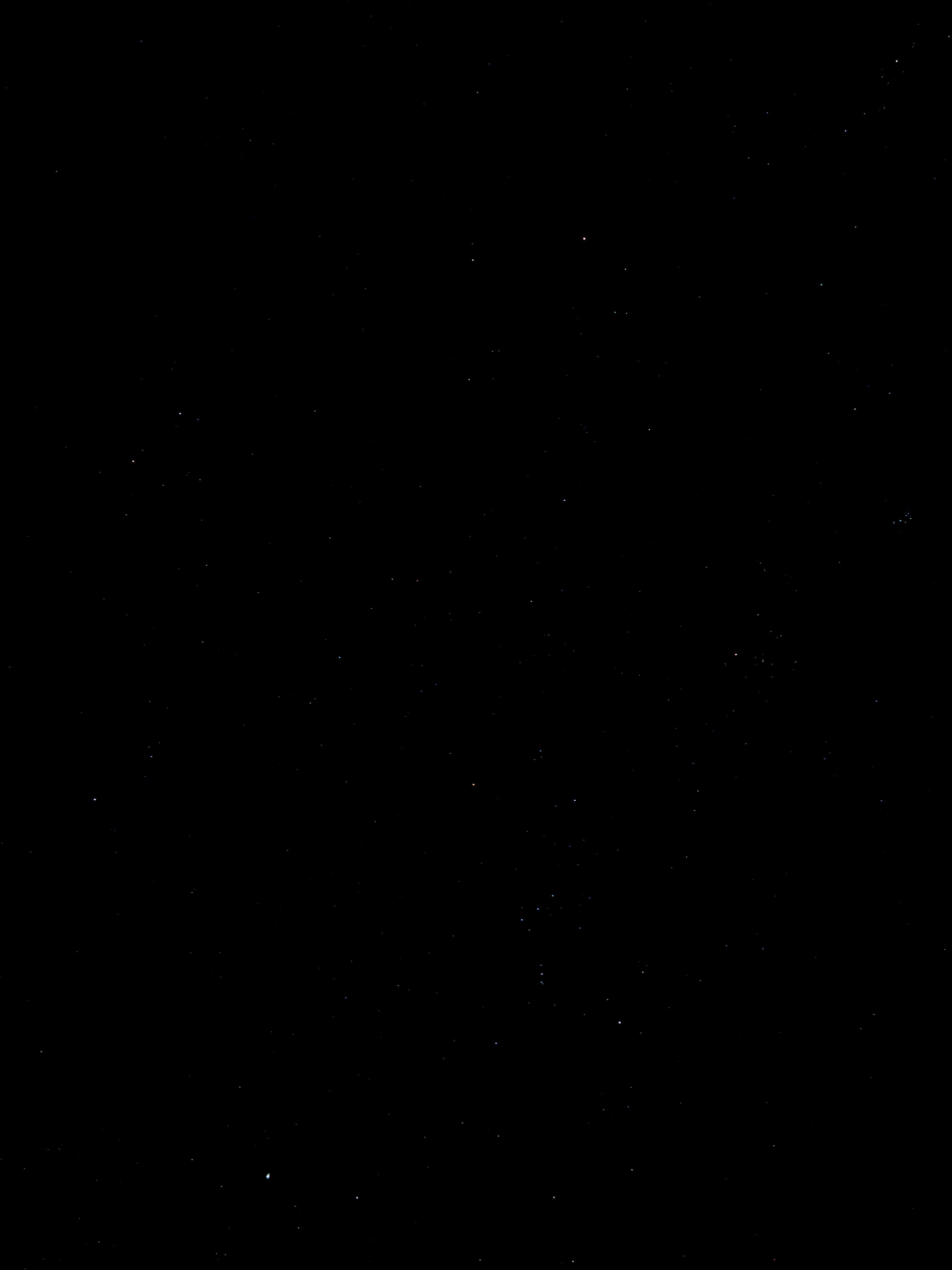
Das Wintersechseck Mitte Februar im Meridian Richtung Süden.